# Discografia di Toto Cutugno
Questa voce elenca l'intera discografia italiana di Toto Cutugno del periodo 1965-2013 con i dischi pubblicati da sette etichette differenti: la Interrecord, Carosello Records, Baby Records, EMI, Edel, Universal Records e NAR International.
Consistono in 16 album, 10 raccolte e 28 singoli (tra i quali uno realizzato con il nome "Mister X & Co." e un altro pubblicato con il solo cognome, Cutugno); a questi ultimi vanno aggiunti i sei realizzati con gli Albatros e i quattro realizzati a inizio carriera come Toto & i Tati.

## Album
- 1979 – Voglio l'anima (Carosello CLN 25082)
- 1981 – Innamorata, innamorato, innamorati (Carosello CLN 25087)
- 1982 – La mia musica (Carosello CLN 25093)
- 1983 – L'italiano (Carosello CLM 1000)
- 1985 – Per amore o per gioco (Baby Records 207467)
- 1986 – Azzurra malinconia (Emi 64 1187401)
- 1987 – Mediterraneo (Emi 64 7468711)
- 1990 – Toto Cutugno (Baby Records 210794)
- 1991 – Non è facile essere uomini (Emi 66 7984561)
- 1995 – Voglio andare a vivere in campagna (Emi 7243-8-32887-4)
- 1997 – Canzoni nascoste (Carosello 300595-2)
- 2002 – Il treno va... (Carosello CARSH 110-2)
- 2005 – Come noi nessuno al mondo (Edel ERE 0161922)
- 2006 – Cantando (Universal 982528-3)
- 2008 – Un falco chiuso in gabbia (NAR International NAR 10208-2)
- 2013 – L'italiano - la nuova versione (Carosello NMDC CD 159/13)

## Raccolte
- 1989 – Solo noi
- 1990 – The Very Best of
- 1990 – Insieme: 1992 (Emi 064-7948711)
- 1996 – Best
- 2000 – Star profile - Greatest Hits by Toto Cutugno (Allegro Corporation 1153-899183-8)
- 2002 – L'italiano - The Very Best of Toto Cutugno
- 2005 – Greatest Hits
- 2005 – Il mondo di Toto Cutugno
- 2010 – I miei Sanremo
- 2010 – Ritratto

## Singoli

### Toto e i Tati
- 1965 – La ragazza della spiaggia/Il rimpianto (Interrecord I-3001)
- 1966 – La ragazza della spiaggia/Un momento e poi (Interrecord I-NP 1003)
- 1970 – Questo fragile amore/Aspetto lei (Carosello CI 20246)
- 1970 – Montego bay/Incubo d'amore (Carosello CI 20267)

### Solista
- 1976 – Come ieri, come oggi, come sempre/Ragazza madre (Carosello CI 20413)
- 1977 – Guappati guappatu/Guappati guappatu (disco version) (Carosello CI 20452) – col nome "Mister X & Co", ovvero Toto Cutugno con il coro "I nostri figli" di Nora Orlandi
- 1978 – Donna donna mia/Una serata come tante (Carosello CI 20470)
- 1978 – Fly/Son of... (Philips 6172 095) – come "Cutugno"
- 1979 – Voglio l'anima/'Na parola (Carosello CI 20477)
- 1980 – Solo noi/Liberi (Carosello CI 20483)
- 1980 – Innamorati/Aiò aiò Polinesia (Carosello CI 20487)
- 1980 – Flash/Francesca non sa (Carosello CI 20489)
- 1981 – La mia musica/Punto e virgola (Carosello CI 20503)
- 1983 – L'italiano/Sarà (Carosello CI 20513)
- 1983 – Un'estate con te/Non è lontano il cielo (Carosello CI 20520)
- 1984 – Serenata/Serenata (strumentale) (Baby Records BR 50315)
- 1985 – Mi piacerebbe (Andare al mare... Al lunedì...)/Come mai (Emi 06 1187187)
- 1986 – Azzurra malinconia/Vivo (Emi 06 1187417)
- 1986 – Buonanotte/Anna (Emi 06 1187507)
- 1987 – Figli/Amico del cuore (Emi 06 1187777)
- 1987 – Una domenica italiana/Una domenica italiana (chorus version) (Emi 06 2022237) – Lato B con i Piccoli Cantori di Milano di Niny Comolli
- 1987 – Mediterraneo/Caspita (Baby Records 109 278)
- 1988 – Emozioni/Emozioni (strumentale) (Emi 06 2024327)
- 1989 – Le mamme/Strana gelosia (Emi 06 2032857)
- 1990 – Gli amori/Strana gelosia (Emi 06 2037737)
- 1990 – Insieme: 1992/Insieme: 1992 (strumentale) (Emi 06 2038877)
- 1992 – Che sera/Che donna (Che donna, che donna, ma che donna, Dio che donna sei) (Emi 06 8801627)
- 1994 – Se mi ami (Mediterraneo) (Ariola 74321-21865-2) – Maxi CD Single
- 2005 – Come noi nessuno al mondo (con Annalisa Minetti)
- 2008 – Un falco chiuso in gabbia
- 2010 – Aeroplani
- 2013 – Ancora vita (con Annalisa Minetti)

## Canzoni scritte per altri artisti (parziale)
| Anno | Titolo                          | Autori del testo                       | Autori della musica                       | Interprete                                |
| ---- | ------------------------------- | -------------------------------------- | ----------------------------------------- | ----------------------------------------- |
| 1970 | Ahi! Che male che mi fai        | Cristiano Minellono                    | Toto Cutugno                              | I Ragazzi della Via Gluck e Paolo Mengoli |
| 1977 | Western                         | Toto Cutugno                           | Toto Cutugno                              | Gigliola Cinquetti                        |
| 1977 | You and me                      | Vito Pallavicini e Gianluigi Guarnieri | Toto Cutugno e Vasseur                    | Marcella Bella                            |
| 1977 | Le soleil est amoreux           | Vito Pallavicini e Gianluigi Guarnieri | Toto Cutugno e Pierre Delanoë             | Petula Clark                              |
| 1979 | Metamorfosi                     | Cristiano Minellono                    | Toto Cutugno                              | Marina Fabbri                             |
| 1979 | Amore stop                      | Cristiano Minellono                    | Toto Cutugno                              | Marina Fabbri                             |
| 1979 | Soli                            | Cristiano Minellono e Miki Del Prete   | Toto Cutugno                              | Adriano Celentano                         |
| 1979 | Amore no                        | Cristiano Minellono                    | Toto Cutugno                              | Adriano Celentano                         |
| 1979 | Non è                           | Cristiano Minellono                    | Toto Cutugno                              | Adriano Celentano                         |
| 1979 | Giorno per giorno               | Cristiano Minellono e Domenico Modugno | Toto Cutugno                              | Domenico Modugno                          |
| 1979 | E mentre i gatti ronfano        | Maria Perego e Guerrino Copetta        | Toto Cutugno                              | Topo Gigio                                |
| 1979 | Il presidente dell'U.B.I.       | Adelio Cogliati e Maria Perego         | Toto Cutugno                              | Topo Gigio                                |
| 1980 | Olympic games                   | Miguel Bosé                            | Toto Cutugno                              | Miguel Bosé                               |
| 1980 | Triangle                        | Miguel Bosé                            | Toto Cutugno                              | Miguel Bosé                               |
| 1980 | La stagione dell'amore          | Cristiano Minellono                    | Toto Cutugno e Jay                        | Ricchi e Poveri                           |
| 1980 | Amare, ricominciare, no, no, no | Cristiano Minellono                    | Toto Cutugno e Jay                        | Ricchi e Poveri                           |
| 1980 | Jungle beat                     | Toto Cutugno                           | Toto Cutugno e Jay                        | Ricchi e Poveri                           |
| 1980 | Goodbye my love                 | Toto Cutugno                           | Toto Cutugno e Jay                        | Ricchi e Poveri                           |
| 1980 | Somebody to love                | Björklund                              | Toto Cutugno e Jay                        | Ricchi e Poveri                           |
| 1980 | Un po' artista un po' no        | Cristiano Minellono                    | Toto Cutugno                              | Adriano Celentano                         |
| 1980 | Il tempo se ne va               | Cristiano Minellono e Claudia Mori     | Toto Cutugno                              | Adriano Celentano                         |
| 1980 | L'orologio                      | Cristiano Minellono                    | Toto Cutugno                              | Adriano Celentano                         |
| 1980 | Manifesto                       | Cristiano Minellono                    | Toto Cutugno                              | Adriano Celentano                         |
| 1980 | Una parola non ci scappa mai    | Cristiano Minellono                    | Toto Cutugno                              | Adriano Celentano                         |
| 1980 | Non se ne parla nemmeno         | Cristiano Minellono                    | Toto Cutugno                              | Adriano Celentano                         |
| 1980 | Se non è amore                  | Cristiano Minellono                    | Toto Cutugno                              | Adriano Celentano                         |
| 1980 | Spettabile Signore              | Cristiano Minellono e Claudia Mori     | Toto Cutugno                              | Adriano Celentano                         |
| 1980 | Innamorata, incavolata a vita   | Cristiano Minellono e Claudia Mori     | Toto Cutugno                              | Adriano Celentano                         |
| 1981 | Volevo amarti un po'            | Sergio Bardotti e Ornella Vanoni       | Toto Cutugno e Claudio Daiano             | Ornella Vanoni                            |
| 1982 | Adesso non pensarci più         | Toto Cutugno                           | Domenico Modugno                          | Domenico Modugno                          |
| 1983 | Rabbia libertà fantasia         | Sergio Bardotti e Ornella Vanoni       | Toto Cutugno                              | Ornella Vanoni                            |
| 1983 | Volare via                      | Mike Bongiorno e Ludovico Peregrini    | Toto Cutugno                              | Christian                                 |
| 1984 | Due come noi                    | Toto Cutugno e Paolo Amerigo Cassella  | Totò Savio                                | El Puma                                   |
| 1985 | Noi, ragazzi di oggi            | Cristiano Minellono                    | Toto Cutugno                              | Luis Miguel                               |
| 1985 | Il cielo                        | Cristiano Minellono                    | Toto Cutugno                              | Luis Miguel                               |
| 1987 | Io amo                          | Toto Cutugno e Fausto Leali            | Toto Cutugno, Franco Fasano e Italo Ianne | Fausto Leali                              |
| 1987 | Notte d'amore                   | Toto Cutugno e Fausto Leali            | Toto Cutugno e Fausto Leali               | Fausto Leali e Loredana Bertè             |
| 1987 | Canzone d'amore                 | Toto Cutugno                           | Giancarlo Rampazzo e Dario Farina         | Ricchi e Poveri                           |
| 1987 | Il sognatore                    | Giuseppe Faiella e Depsa               | Toto Cutugno                              | Peppino di Capri                          |
| 1988 | Io (per le strade di quartiere) | Franco Califano                        | Toto Cutugno                              | Franco Califano                           |
| 1988 | Per noi                         | Toto Cutugno                           | Toto Cutugno                              | Fiordaliso                                |
| 1989 | Se non avessi te                | Toto Cutugno                           | Toto Cutugno                              | Fiordaliso                                |
| 1989 | Ora che ci sei                  | Toto Cutugno                           | Toto Cutugno                              | Fiordaliso                                |
| 1989 | La fine del mondo               | Franco Fasano e Depsa                  | Toto Cutugno                              | Gigi Sabani                               |
| 1989 | Sei tu                          | Stefano Borgia                         | Toto Cutugno                              | Stefano Borgia                            |
| 1989 | Vincenzo cuor di leone          | Stefano Borgia                         | Toto Cutugno                              | Stefano Borgia                            |
| 1990 | Io vorrei                       | Sandro Giacobbe                        | Toto Cutugno                              | Sandro Giacobbe                           |
| 1990 | Storie                          | Sandro Giacobbe                        | Toto Cutugno                              | Sandro Giacobbe                           |
| 1992 | Così lontani                    | Toto Cutugno                           | Toto Cutugno                              | Ricchi e Poveri                           |
| 1994 | Se mi ami...                    | Toto Cutugno                           | Toto Cutugno                              | Claudia Mori                              |
| 1995 | Voglio una donna                | Claudio Farina e Sanarico              | Toto Cutugno                              | Drupi                                     |
| 2006 | E tu me faje murì               | Claudio Daiano                         | Toto Cutugno                              | Santino Rocchetti                         |
| 2016 | Ti lascio amore                 | Fabrizio Berlincioni                   | Toto Cutugno e Mario Culotta              | Mina e Adriano Celentano                  |